# Gina Kingsbury
Gina Kingsbury, född den 26 november 1981 i Uranium City i Kanada, är en kanadensisk ishockeyspelare.
Hon tog OS-guld i damernas ishockeyturnering i samband med de olympiska ishockeytävlingarna 2006 i Turin.